# Waidhofen an der Thaya-Land
Waidhofen an der Thaya-Land je obec v Rakousku ve spolkové zemi Dolní Rakousy v okrese Waidhofen an der Thaya. Žije v ní 1249 obyvatel (podle sčítání z roku 2016).

## Poloha
Waidhofen an der Thaya-Land se nachází v severozápadní části spolkové země Dolní Rakousy. Nalézá se 7 km východně od města Waidhofen an der Thaya. Východním cípem obce protéká Rakouská Dyje. Rozloha obce činí 32,47 km², z nichž 27,23% je jí zalesněných.

### Členění
Území obce Waidhofen an der Thaya-Land se skládá z jedenácti částí (v závorce uveden počet obyvatel k 1.1.2015):
- Brunn (238)
- Buchbach (140)
- Edelprinz (66)
- Götzweis (104)
- Griesbach (17)
- Kainraths (111)
- Nonndorf (103)
- Sarning (43)
- Vestenpoppen (241)
- Wiederfeld (43)
- Wohlfahrts (111)

## Historie
První písemná zmínka o Brunnu pochází z roku 1230, o Buchbachu z první poloviny 13. století, o Götzweis z roku 1314 a o Keinraths z roku 1369. V roce 1784 byla v Buchbachu vystavěna fara.
V duchu komunální strukturální reformy v Dolních Rakousích, byly okresy a obce roku 1965 vyzvány, aby se sdružily obce malé, kvůli financování, k obcím s více, než 1000 obyvateli. V případě Waidhofenu dala vláda doporučení sjednotit okolní osady do jednoho celku s okresním městem. Po konzultaci s dotčenými obcemi přednesl starosta Vestenpoppen, Franz Groß, návrh, aby byl místo toho vytvořeno nové oskupení Waidhofen an der Thaya-Land. Poté, co vláda s návrhem souhlasila, byly dříve samostatné obce Brunn, Buchbach, Keinraths, Nonndorf a Vestenpoppen sjednoceny 1. ledna 1971 do celku Waidhofen an der Thaya-Land. Pouze Ulrichschlag, Kleineberharts a Vestenötting se raději připojily k Waidhofenu, naopak obcím Hollenbach a Puch přidání se k nové vzniklé části okresu nebylo umožněno, neboť jejich hranice nesousedily se sjednocenými obcemi.

## Galerie

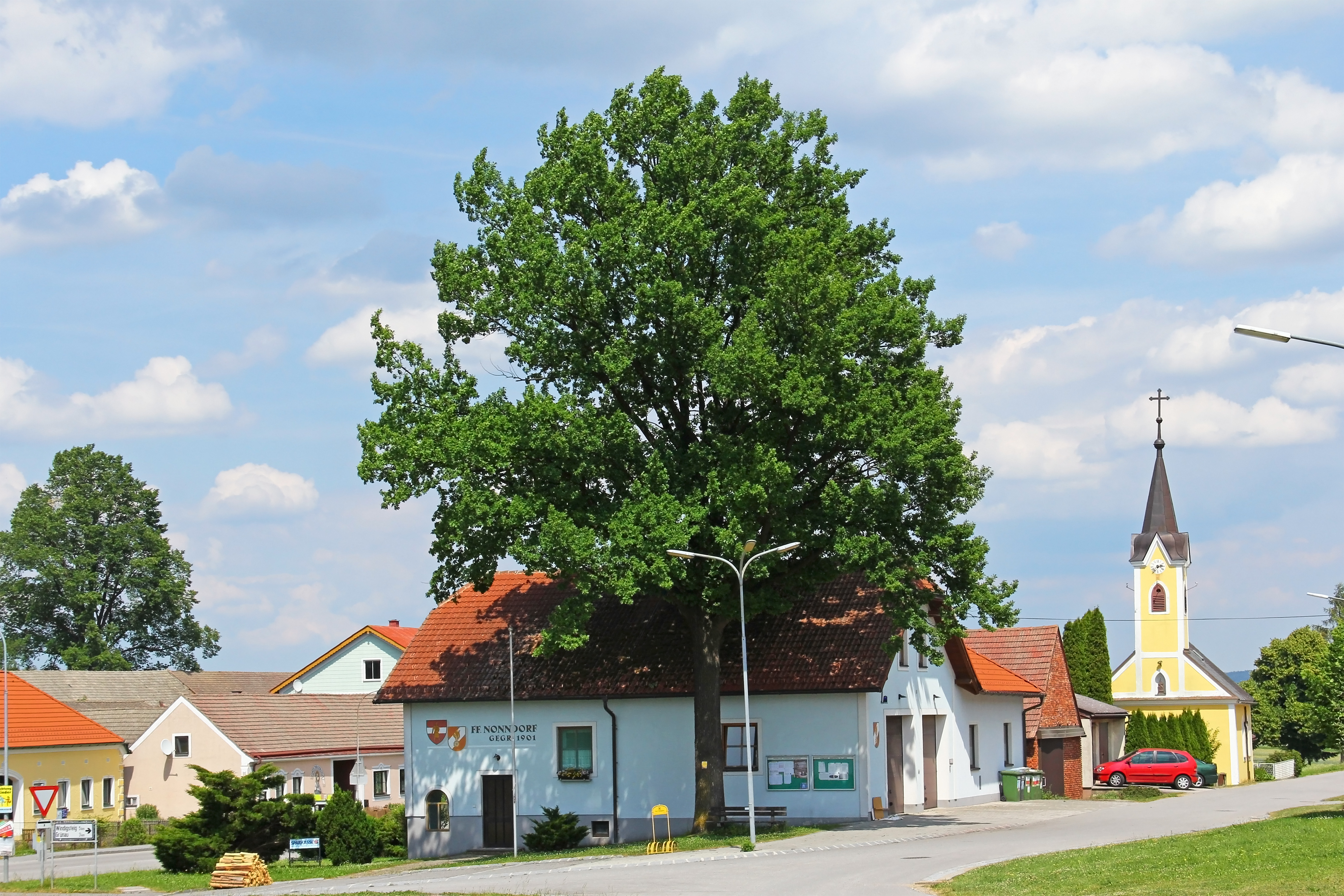
Nonndorf
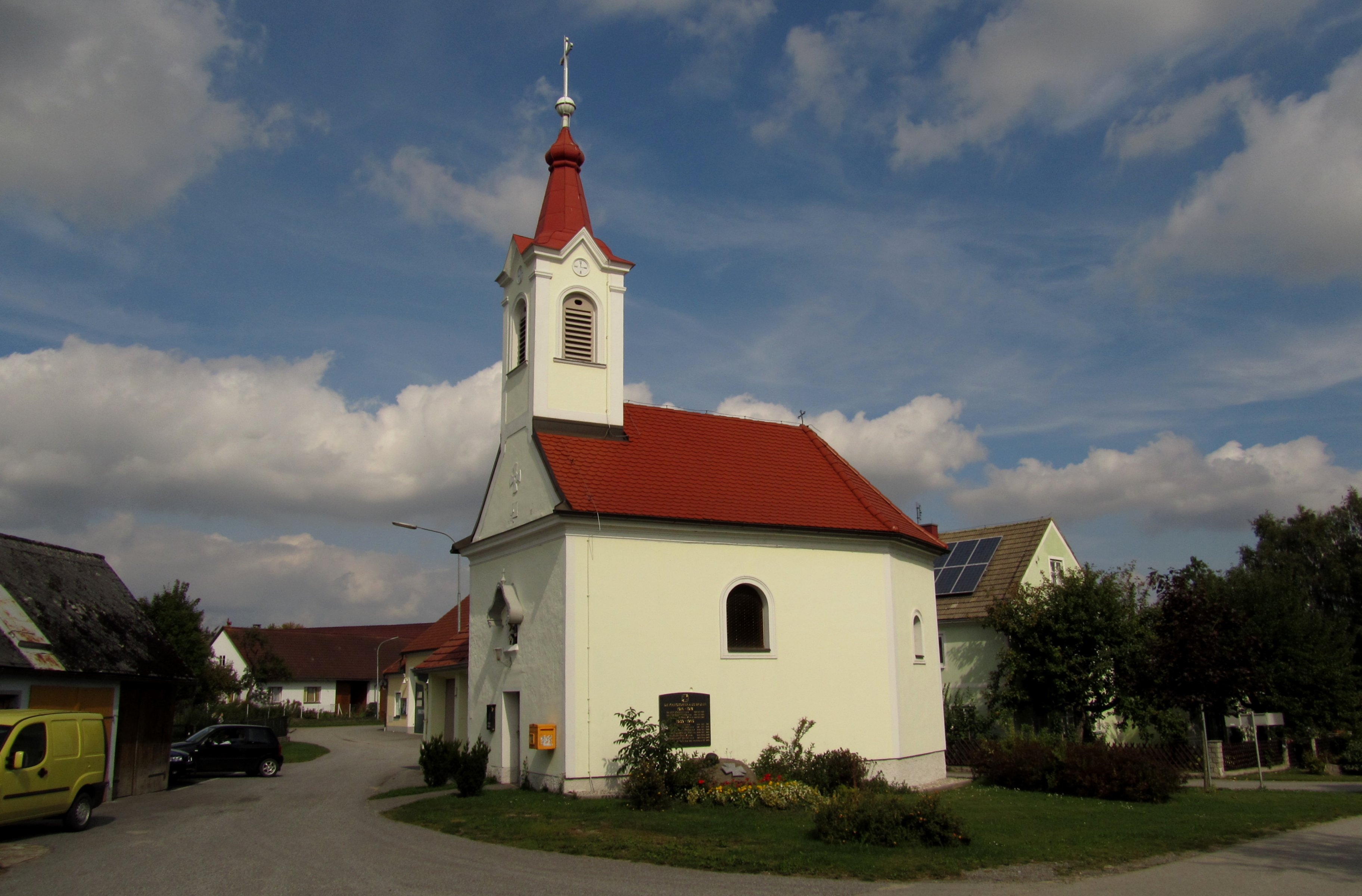
Brunn